# James (gruppo musicale)
I James sono un gruppo musicale rock britannico, formatosi a Manchester, in Inghilterra, nel 1982.
Il gruppo ha ottenuto i suoi maggior successi tra la fine degli anni ottanta e la metà degli anni novanta, producendo hit come Say Something, Sit Down e Laid. Fino al 2010 hanno venduto circa 25 milioni di dischi.

## Storia
Il gruppo viene formato nel 1982 grazie all'incontro tra il chitarrista Paul Gilbertson, il bassista Jim Glennie, il batterista Gavan Whelan con il cantante Tim Booth, all'Università di Manchester. Dopo aver suonato in vari locali, nell'83 firmano con la Factory Records, che pubblica il loro EP di debutto Jimone. Nel 1985 viene pubblicato il loro secondo EP, James 2 e Morrissey, cantante degli Smiths, si dichiara pubblicamente loro sostenitore, invitandoli a fare da supporter ai concerti del suo gruppo. Nell'estate del 1985 Gilbertson abbandona il gruppo e viene rimpiazzato da Larry Gott. Con questa nuova formazione il gruppo firma con la Sire Records. L'album di debutto, prodotto da Lenny Kaye, Shutter, viene pubblicato nel 1986, ottenendo buone recensioni.
Dopo lo scioglimento avvenuto nel 2001, si sono riuniti nel 2007.

## Formazione
- Tim Booth - voce
- Larry Gott - chitarra
- Jim Glennie - basso
- Saul Davies
- Mark Hunter
- David Baynton-Power
- Andy Diagram.

### Ex componenti
- Paul Gilbertson - chitarra
- Gavan Whelan - batteria

## Discografia parziale

### Album in studio
- 1986 - Stutter (Blanco Y Negro)
- 1988 - Strip-mine (Blanco Y Negro)
- 1990 - Gold Mother (Fontana Records)
- 1992 - Seven (Fontana Records)
- 1993 - Laid (Mercury Records)
- 1994 - Wah Wah (Mercury Records)
- 1997 - Whiplash (Mercury Records)
- 1999 - Millionaires (Mercury Records)
- 2001 - Pleased to Meet You (Mercury Records)
- 2008 - Hey Ma (Mercury Records)
- 2010 - The Night Before (Mercury Records)
- 2010 - The Morning After (Mercury Records)
- 2014 - La Petite Mort (BMG Chrysalis/Cooking Vinyl)
- 2016 - Girl at the End of the World (BMG Chrysalis)
- 2018 - Living in Extraordinary Times
- 2021 - All the Colours of You

### Album dal vivo
- 1989 - One Man Clapping (One Man/Rough Trade)
- 2002 - Getting Away With It... Live (Sanctuary Records)
- 2008 - Live in 2008

### Raccolte
- 1998 - The Best Of (UK #1)
- 2001 - B-Sides Ultra
- 2004 - The Collection (UK #43)
- 2007 - Fresh as a Daisy - The Singles (UK#12)

### EP
- 1983 - Jimone
- 1985 - James II
- 1989 - Sit Down
- 1989 - Come Home (UK #84)
- 1991 - Sound (UK #9)
- 1992 - Ring the Bells (UK #37)
- 1992 - Seven (UK #46)
- 1993 - Laid (UK #25, US #61 US Modern Rock #3)
- 1994 - Jam J/Say Something (UK #24)
- 1997 - Tomorrow (UK #12)
- 1998 - Runaground (UK #29)
- 1998 - Destiny Calling (UK #17)
- 2018 - Better Than That
- 2021 - Isabella
- 2021 - The Campfire EP

### Singoli
- 1985 - Village Fire
- 1986 - So Many Ways
- 1987 - Ya Ho & 3
- 1988 - What For (UK #90)
- 1989 - Sit Down (UK #77)
- 1990 - How Was It for You? (UK #32)
- 1990 - Come Home (Flood mix) (UK #32)
- 1990 - Lose Control (UK #38)
- 1991 - Sit Down (UK #2)
- 1992 - Born of Frustration (UK #13)
- 1993 - Sometimes (UK #18)
- 1997 - She's a Star (UK #9)
- 1997 - Waltzing Along (UK #23)
- 1998 - Sit Down (Apollo 440 mix) (UK #7)
- 1999 - I Know What I'm Here For (UK #22)
- 1999 - Just Like Fred Astaire (UK #17)
- 1999 - We're Going to Miss You (UK #48)
- 2001 - Getting Away With It (All Messed Up) (UK #22)
- 2008 - Whiteboy
- 2008 - Waterfall

## Videografia

### Home video
- 1991 - Come Home Live
- 2002 - Getting Away With It... Live
- 2005 - Seven: Live Concert
- 2007 - Fresh As A Daisy - The Videos